# Hoya affinis
Hoya affinis ist eine Pflanzenart der Gattung der Wachsblumen (Hoya) aus der Unterfamilie der Seidenpflanzengewächse (Asclepiadoideae). Sie kommt auf den Salomonen vor.

## Merkmale
Hoya affinis ist eine ausdauernde, kletternde Pflanze mit windenden Trieben. Die Triebe sind spärlich flaumig behaart, ältere Triebe sind kahl. Die Blätter sind gestielt, die dicken und kahlen Blattstiele sind 2,6 bis 3,3 cm lang. Die fleischigen Blattspreiten sind elliptisch und 7,5 bis 10 cm lang und 4,3 bis 5 cm breit. Die Basis ist gerundet, der Apex ist zugespitzt. 
Der doldenförmige Blütenstand entspringt den Blattachseln und hat einen Durchmesser von 3,2 bis 5 cm; er enthält nur wenige Blüten (3 bis 12). Der persistierende Blütenstandsstiel ist spärlich borstig behaart und bis 3,8 cm lang. Die dünnen Blütenstiele sind ebenfalls borstig behaart und bis 3,8 cm lang. Die sternförmig ausgebreitete Blütenkrone hat einen Durchmesser bis 3,8 cm. Die Kelchblätter sind klein, eiförmig-länglich und stumpf endend. Sie sind außen flaumig behaart, innen kahl. Die Ränder sind leicht verdickt. Die Kronblätter sind dick und fleischig. Sie sind außen flaumig behaart. Die Zipfel der Nebenkrone sind eiförmig und kahl. Früchte und Samen sind nicht bekannt. Die Blüten duften nur schwach.

## Ähnliche Art
Hoya guppyi unterscheidet sich durch die länglichen Blätter mit wenigen Blattadern, die dickeren Blattstiele und die größeren Blüten, die innen kahl, außen flaumig behaart sind. Nach der phylogenetischen Analyse basierend auf den Pollinarien durch Wanntorp (2007) und Wanntorp (2009) bildet Hoya affinis zusammen mit Hoya ariadna und Hoya ciliata ein kleines Monophylum (Eriostemma-clade).

## Geographische Verbreitung und Habitat
Die Art kommt auf der Insel Nggela, Salomonen vor. Sie wächst dort in tropischen Wäldern nur wenig über Meereshöhe.

## Taxonomie
Das Taxon wurde 1892 von  William Botting Hemsley vorgeschlagen. Das Typusexemplar wurde von Rev. R. B. Comins auf der Insel Nggela (Salomonen) gesammelt. Die Flora of the Solomon Islands akzeptiert die Art als gültiges Taxon. Die Datenbank Plants of the World online folgt dieser Arbeit. Der Holotypus wird im Royal Botanic Garden in Kew unter der Nr. K000348955 aufbewahrt.